# Danifolket
Danifoket, eller Ndani, er en etnisk gruppe fra det centrale højland i den indonesiske provins Papua i det vestlige Ny Guinea. De er nært beslægtet med Lanifolket. Danifolket er en af de mest folkerige befolkningsgrupper i højlandet, og der findes bosættelser spredt ud over hele området. De er en af de mest kendte etniske grupper i Papua, de er den dominerende gruppe i Baliemdalen, som besøges af mange turister.[kilde mangler]

## Sprog
Lingvister har identificeret mindst fire sproglige undergrupper af Dani:
- Lower-Grand Valley Dani (tales af 20.000)
- Mid-Grand Valley Dani (tales af 50.000)
- Upper-Grand Valley Dani (tales af 20.000)
- Western Dani (tales af 180.000)

I danisproget skelnes der kun mellem to basisfarver; mili for kølige/mørke nuancer, som fx blå, grøn og sort, og mola for varme/lyse farver, som fx rød, gul og hvid. Dette forhold har gjort sproget meget interessant for sprogpsykologer, fx har Eleanor Rosch udført omfattende studier iblandt Danifolket, for at undersøge forbindelsen mellem sprog og tankemønstre.[kilde mangler]

## Kultur
Svinet har en vigtig position i den lokale kultur, bl.a. er den, det vigtigste bytteobjekt i forbindelse med byttehandel, herunder især som medgift. Ved højtider bruges antallet af slagtede grise som målestok, for hvor succesfuld festen har været for den person, der har arrangeret den.
Danifolket koger både deres kød og grønsager vha. en særlig metode; de varmer nogle sten op i ilden, til de er brændende varme, derpå ligger de stykker af kød eller grønsager, indpakket i palmeblade, ned i et hul, hvor de varme sten er placeret i kanten. Øverst placeres der også varme sten. Hulet dækkes med græs for at holde på dampen. Efter nogle timer bliver hullet åbnet, og maden fjernes for at blive spist. De vigtigste grønsager er kassava, banan og batat (sød kartoffel). Den traditionelle påklædning for mænd omfatter bl.a. penisfutteral.[kilde mangler]
Rituelle endemiske krige mellem rivaliserende nabolandsbyer er en integreret del af traditionel Danikultur. Der bruges derfor megen tid med at forberede våben, udkæmpe både rituelle og rigtige slag, samt pleje af efterfølgende skader. Formålet med disse kampe er typisk at ydmyge fjenden og såre eller dræbe symbolske ofre, frem for at erobre land eller værdier.[kilde mangler]
I løbet af det sidste århundrede har modernisering og globalisering ført til store forandringer i Danifolkets levevis. På trods af dette bliver de i turistbrochurer stadig omtalt som 'stenalderfolk'. Det er blevet observeret, at støtten til et uafhængigt Vest Ny Guinea og anti-indonesiske følelser er større i højlandet, end i de øvrige dele af Papua. Der har også væeret flere tilfælde af overgreb, når medlemmer af Danifolket og andre papuanere er blevet skudt eller fængslet fordi de har hejst Morning Star, Vest Ny Guineas flag.[kilde mangler]

## Etnografiske studier
Som medlem af Harvard-Peabody study begyndte filmskaberen Robert Gardner i 1961 at filme hos Danifolket i Balienm floddalen. Disse opragelser blev til filmen Dead Birds, som han udsendte i 1965. Gardner lagde i filmen vægt på temaerne død og mennesker-som-fugle. Og den rolle de spiller i daniernes kultur. "Døde fugle" eller "døde mænd" er betegnelser som danierne bruger for våben og kunstgenstande, der er blevet erobret fra fjenden i forbindelse med slag (wim). Disse trofæer fremvises i forbindelse med de to dage lange sejrsfester (edai), man holder efter en fjende er blevet dræbt.[kilde mangler]
Michael Rockefeller, søn af USA’s tidligere vicepræsident, Nelson Rockefeller, var også medlem af Harvard-Peabody study og involveret i produktionen af Dead Birds. I forbindelse med senere studier i Ny Guinea forsvandt han imidlertid.Under en sejltur i kano forliste båden og ingen spor af han, er siden dukket op.

## Eksterne link
- Extensive English language library, some material written by Lani (highland) tribespeople Arkiveret 19. juli 2009 hos  Wayback Machine
- SIL Ethnologue on Papua, Indonesia